# Castell de Pradell de Sió
El Castell de Pradell de Sió és un edifici amb elements gòtics de Pradell al municipi de Preixens (Noguera) declarat bé cultural d'interès nacional.

## Descripció
El conjunt arquitectònic que formen el castell i l'església de l'Assumpció de Pradell de Sió està ubicat a la part alta d'aquest petit nucli de població. Concretament, forma una illa entre el carrer del Castell a l'oest i al nord, la plaça de l'Església al sud i la plaça de l'Abadia a l'est. La façana meridional, bastida el segle xviii, unifica i integra estilística i formalment els dos edificis, si bé des del nord s'aprecia bé la diferència funcional de les dues construccions.
El castell o residència senyorial ocupa la part occidental del conjunt, de forma aproximadament quadrada d'uns vint metres de costat, amb l'accés principal a la façana oest i una teulada a tres vessants que desaigua a oest, sud i est. Justament a l'est, una terrassa de forma trapezoïdal (amb la base més ampla al sud, on soluciona la distància entre el palau i l'església amb 5 merlets simples). Aquesta terrassa en forma de falca permet que, a l'est, l'edifici de l'església sigui traçat segons angles rectes, formant un espai rectangular d'aproximadament deu metres d'amplada per vint metres de llargada, amb la façana principal al sud.
El castell té la façana d'accés encarada a ponent, bastida, com tot el conjunt, amb aparell bastant regular de carreus de gres. Consta de planta baixa, un pis i golfes. La porta principal està emplaçada aproximadament al centre d'aquesta façana, amb arc rebaixat i muntants de carreus de pedra A la planta baixa només s'obren tres petites finestres rectangulars. Al primer pis hi ha tres obertures rectangulars que donen pas a tres balcons, el del centre sense voladís i els laterals amb una llosana de pedra amb la base motllurada. A les golfes s'obren tres petites finestres rectangulars. La façana es completa horitzontalment amb un ràfec a cinc nivells, tres de rajola (recta-obliqua-recta), un de teula i un altre de rajola recta.
La façana principal del conjunt, és la que queda encarada a migdia. L'aparell regular de carreus de gres, com la de la façana d'accés, se superposa aquí a una faixa de quatre o cinc filades de carreus més gruixuts i notablement erosionats que evidencien una fase anterior. Aquest aparell més primitiu s'assenta al sòl geològic. A l'altura del pis noble del castell, en aquesta façana, hi ha dues finestres geminades d'arc trevolat inserit en arc ogival. La part superior se soluciona de la mateixa manera que la façana d'accés, amb un ràfec a 5 nivells. La façana continua amb el mateix aparell regular fins a incloure la façana principal de l'església, amb la qual cosa s'evidencia la contemporaneïtat de la construcció d'ambdós edificis. S'hi soluciona la continuïtat, a la zona de la terrassa, a l'altura de les golfes, amb un parapet de 5 merlets rectangulars.
La façana principal de l'església de la Mare de Déu de l'Assumpció assoleix la mateixa alçada que la del castell, amb el mateix coronament amb ràfec a 5 nivells i el campanar a la banda dreta. La porta és senzilla, de pedra amb llinda plana o arc a nivell i motllura arrodonit. A sobre la porta s'hi situa un rosetó de petites dimensions decorat amb el mateix tipus de motllura que la porta. La teulada és a doble vessant amb el carener paral·lel a la façana, la qual cosa permet desaiguar a sud (com la teulada del castell) i a nord. El campanar és de base de planta quadrada, amb quatre obertures, amb arcs de mig punt a les quatre cares i rematat amb una cornisa de pedra decorada amb dentells rectangulars i triangulars. A sobre, la teulada a quatre vessants amb un ràfec a dos nivells de teula i rajola.
L'interior es resol amb cert regust neoclàssic, amb pilastres llises que sostenen una cornisa motllurada que separa les parets verticals de la volta de canó recta que cobreix l'espai interior en sentit longitudinal. A la capçalera, la volta recta dona lloc a una volta de quadrant d'esfera a la part superior, mentre que sota la cornisa, el pas de l'angle recte al cercle se soluciona amb sengles trompes cilíndriques. Tant aquestes trompes com la volta de quadrant d'esfera estan ornamentades amb petxines, més petites i de color ocre les de les trompes i de color rosat la de la volta. Sota aquesta volta i darrere de l'altar, un baldaquí de quatre columnes estriades amb capitells corintis cobreix una imatge exempta de la Mare de Déu amb els braços alçats cap al cel i dos àngels als seus peus. El baldaquí s'eleva sobre un pedestal de marbre groc i ricament decorat.

## Història
El castell de Pradell de Sió, anomenat de Quermançó, està documentat des de l'any 1086 quan Guillem Bernat i la seva esposa en van fer donació a Santa Maria d'Urgell. Segons aquest document, el castell de Quermançó actuava com a fortalesa subsidiària del castell d'Artesa. En diverses escriptures del segle xii apareixen membres de la nissaga dels Pradell i malgrat que en la documentació no apareixen com a castlans, això no significa que no ho fossin.
Al 1365-70, el lloc de Pradell era d'Arnau Riussec i, anys més tard, n'era senyor Simó de Torres. Al segle xv la senyoria passà als Montlleó i al 1626 a Ramón de Margalef. Altres propietaris d'aquest castell van ser: Portolà Montlleó, Cardona, Alentorn, Ponts de Montsonís i Castellblanc.
L'edifici es va modificar molt al segle xv i va ser de nou reformat l'any 1738, moment quan el castell es va convertir en habitatge particular alhora que es va reconstruir l'església sobre els fonaments de l'antic temple medieval. En aquesta planificació s'integraren els dos edificis en un mateix conjunt arquitectònic.
L'església primitiva de Pradell de Sió, que hom suposa d'estil romànic, aparegué per primera vegada esmentada a la documentació el 1172. Va pertànyer a la canònica de Sant Pere d'Àger fins al segle xix.